# Bay'ah-moskee
De Bay'ah-moskee (Arabisch: مسجد البيعة), ook wel bekend als de moskee van 'Aqaba heuvel, is een moskee net buiten Mekka in Saoedi-Arabië. Het werd gebouwd op verzoek van de Abbasidische kalief Abu Ja'far al-Mansur in 761 op de plaats van al-Bay'ah, de plaats waar de profeet Mohammed de Ansaar ontmoette en zij de belofte aflegden (bay'ah', vandaar de naam) van 'Aqaba.
De moskee heeft een open binnenplaats. Het bevindt zich onder de Wadi Mina.